# Cyphon corsicus
Cyphon corsicus is een keversoort uit de familie moerasweekschilden (Scirtidae). De wetenschappelijke naam van de soort werd in 1964 gepubliceerd door Nyholm.